# Синегрудая астрапия
Синегру́дая астра́пия (лат. Astrapia rothschildi) — вид воробьинообразных птиц из семейства райских птиц (Paradisaeidae). Подвидов не выделяют. Эндемик Новой Гвинеи.

## Описание
Самцы синегрудой астрапии достигают длины 69 см, включая хвост, и массы до 205 г. Самки значительно меньше, длиной около 47 см и массой менее 200 г.

## Биология
Синегрудая астрапия питается семенами растений рода Смолосемянник (Pittosporum) и плодами семейств  Пандановые и Аралиевые. В состав рациона входят также насекомые, пауки и мелкие сцинковые.

## Распространение и места обитания
Ареал синегрудой астрапии ограничен полуостровом Хуен в Папуа - Новой Гвинее, обитает в горных и субальпийских лесах на высоте от 1460 до 3500 м над уровнем моря.